# هندسه تصویری

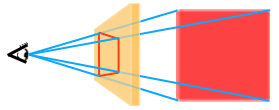
هندسه‌ی تصویری

هندسه‌ی تصویری (به انگلیسی: Projective Geometry) شاخه‌ای از دانش هندسه است که به مطالعه خواص هندسی‌ای می‌پردازد که در تبدیل‌های تصویری ثابت می مانند. بارزترین تفاوت این هندسه با هندسه‌ی فضای شهودی یا هندسه‌ی اقلیدسی در حذف‌شدنِ اصل توازی‌ست.   در هندسه تصویری، در هر بعد، فضای تصویری نقاط بیشتری از فضای اقلیدسی دارد و بعلاوه تبدیلهای هندسی که این نقاط (که به نام نقاط در بی‌نهایت خوانده می‌شوند) را به نقاط معمولی و بالعکس منتقل می‌کند، مجاز هستند.
هندسه تصویری شکلی پایه‌ای و غیر متریک از هندسه است، یعنی برپایه مفهوم فاصله بنا نشده است. این هندسه در فضای دو بعدی با مطالعه پیکربندی‌های نقاط و خطوط آغاز می‌شود. 